# Ryohei Hirose
Ryouhei Hirose (Japans: 廣瀬 量平, Hirose Ryōhei) (Hakodate, 17 juli 1930 - Kioto, 24 november 2008) is een Japans componist en muziekpedagoog.

## Levensloop
Hirose studeerde Compositie aan de Tokyo University of the Arts bij onder anderen Tomojiro Ikenouchi en Akio Yashiro. Hij was van 1977 tot 1996 docent en later professor aan de Kyoto City University of Arts in Kioto. Verder was hij docent aan de Universität für Musik und Darstellende Kunst "Mozarteum" Salzburg (1997), de Folkwang Universität te Essen (2003), het Kunitachi College of Music te Tokio (1977-1979) en de Tokyo University of the Arts (1991-1998).
Van 1984 tot 1988 was hij voorzitter van het Japanse gezelschap voor eigentijdse muziek. Van 2000 tot 2004 was hij voorzitter van de Kyoto University of Music and Arts Research Center voor traditionele muziek. Tegenwoordig is hij emeritus hoogleraar aan de Kyoto University of Music and Arts.
Sinds het begin van de jaren 1960 schreef hij werken voor verschillende genres, instrumentale muziek, koormuziek, elektronische werken en ook werken voor renaissance- of traditionele Japanse instrumenten. In 1963 schreef hij een werk voor traditionele Japanse instrumenten voor de muzikale begeleiding van een drama van Yoshie Hotta. Sindsdien kreeg hij vele opdrachten. Het Concerto voor viool en orkest uit 1979 beleefde de Amerikaanse première in de Carnegie Hall in 1981. In tegenstelling tot andere Japanse componisten, zoals Makoto Moroi en Toru Takemitsu, volgde hij een andere weg voor de inzet van de shakuhachi.
In 1970 begon hij meer in Westerse stijlen te componeren. Hij schreef solowerken voor slagwerk, harp, celesta, piano, cello en altviool. Na reizen naar India in 1972 en 1973 met interesse voor het sjamanisme en diepgaande spiritualiteit schreef hij verschillende werken met Sanskriete titels. Sindsdien heeft zijn muziek zich ontwikkeld tot een spiegelbeeld van het ruwe klimaat van zijn eiland Hokkaido.
Hirose ontving diverse nationale en internationale prijzen en onderscheidingen, zoals de Otaka Prize, de National Arts Festival Prize, de IMC (Parijs) prijs en de Prix Festival d'automne.

## Composities

### Werken voor orkest
- 1971 Concerto "Triste", voor cello en orkest
- 1971 Festival Music, voor orkest
- 1976 Concerto, voor shakuhachi en orkest
- 1978 KARAVINKA, voor orkest
- 1979 Concert, voor viool en orkest
- 1981 NOSHINGU, voor orkest
- 1983 Litanie (RITANIA), voor orkest (in memory of Hiroshima)
- 1986 Landschap, voor orkest
- 1988 Festival Prelude, voor orkest
- 1991 Rikuzen-Meer, voor orkest
- 1996 Symfonie "Kioto", voor orkest
- 2000 Serenade in de ochtend, voor orkest
- 2004 Dinosaur King, voor orkest

### Werken voor harmonieorkest
- 1980 Paramita and Kada, voor altfluit en fluitorkest
- 1982 Festival Music, voor harmonieorkest (gearrangeerd door Takashi Ueno)
- 1986 De Fanfare voor de inwoners

### Werken voor koor
- 1971 Azuma Sanroku, voor gemengd koor
- 1973 In de wouden van Kamui, voor gemengd koor
- 1980 RAMENTO Five, voor mannenkoor
- 2006 Het lied van Hakodate van Takuboku, voor gemengd koor

### Kamermuziek
- 1964 Sonate, voor fluit en klavecimbel
- 1972 POTARAKA, voor altblokfluit, cello en harp
- 1972 Pundarika, voor klarinet en piano
- 1972 KARAVINKA, voor blokfluit, hobo, strijkers en slagwerk
- 1973 PIPPARA, voor harp en fagot
- 1975 Meditation, voor altblokfluit
- 1975 Lamentation, voor blokfluitkwartet
- 1979 Blue Train, voor blokfluitenkwartet of fluit-koor
- 1979 Ode I for 2 Recorders, voor twee blokfluiten
- 1979-1982 Hymn, voor altblokfluit
- 1980 Ode II for 2 Recorders, voor twee blokfluiten
- 1980 Marine City, voor fluit-koor
- 1980 Papillon, voor fluit-koor
- 1991 Suite for noble cats, voor viola da gamba-kwartet
- 2005 Shiretoko Suite, voor viola da gamba-kwartet
- Idyll, voor blokfluitkwartet

### Werken voor slagwerk
- 1988 MATORINOMINABE, voor slagwerkensemble

### Werken voor traditionele Japanse instrumenten
- 1963 Toruso, voor shakuhachi
- 1964 Heki, voor shakuhachi en strijkers
- 1967 Ryo, voor shakuhachi, strijkers en slagwerk
- 1969 Aki, voor 2 Shakuhachi
- 1969 Hare, voor 3 shakuhachi
- 1969 Hi, voor shakuhachi, strijkers en slagwerk
- 1969 Shu, voor shakuhachi, strijkers en slagwerk
- 1971 Quartet Makimuku, voor shakuhachi
- 1972 Byo, voor shakuhachi
- 1973 Kakurin, voor shakuhachi
- 1973 Vivaruta, voor shakuhachi, cello, kinderkoor, slagwerk en instrumentaal groep
- 1973 Quartet no.2 Yawatame, voor shakuhachi
- 1973 Yumejuya, voor shakuhachi
- 1975 Quartet Yukiaya, voor shakuhachi
- 1976 Tenraichikyo, voor shakuhachi
- 1980 Metamorphosen of Midare, voor 25-snaren koto
- 1982 Tamafuri, voor shakuhachi
- 1995 KOTOHOGI, suite voor shakuhachi
- 2002 Ukifune (Drifting Boat), voor 25-snaren koto
- Aya, voor shakuhachi, cello en slagwerk
- Hak Lim, voor shakuhachi
- Hina, voor shakuhachi
- Izayoi, voor shakuhachi
- Kuni Yamamoto bergen, voor drie shakuhachi
- Shakuhachi concerto
- Shuko, voor shakuhachi